# اووالن
اووالن (به انگلیسی: Ovalene) با فرمول شیمیایی C۳۲H۱۴ یک ترکیب شیمیایی با شناسه پاب‌کم ۶۷۴۴۶ است. که جرم مولی آن ۳۹۸٫۴۵ g/mol می‌باشد. 